# Red Level (Alabama)
Red Level es un pueblo ubicado en el condado de Covington en el estado estadounidense de Alabama. En el censo de 2000, su población era de 556.

## Demografía
En el 2000 la renta per cápita promedia del hogar era de $ 25.956$, y el ingreso promedio para una familia era de 36.250$. El ingreso per cápita para la localidad era de 14.491$. Los hombres tenían un ingreso per cápita de 25.833$ contra 18.750$ para las mujeres.

## Geografía
Red Level está situado en 31°24′28″N 86°36′37″O / 31.40778, -86.61028 (31.407735, -86.610377).
Según la Oficina del Censo de los EE. UU., la ciudad tiene un área total de 1.88 millas cuadradas (4.86 km²).